# Stoliwo Skalniak
 Stoliwo Skalniak  (840–850 m n.p.m.) – wierzchowina w południowo-zachodniej Polsce i północno-wschodnich Czechach w Sudetach Środkowych w Górach Stołowych.

## Położenie
Stoliwo położone w środkowo-zachodniej części pasma Gór Stołowych, na terenie Parku Narodowego Gór Stołowych, na północ od centrum miejscowości Kudowa-Zdrój, po południowo-zachodniej stronie od wzniesienia Szczeliniec Wielki. Od północnego wschodu stoliwo oddzielone jest słabo zaznaczoną doliną Czerwonej Wody od stoliwa Szczelińca Wielkiego. Na obszarze Polski położone jest ponad 95% powierzchni stoliwa.

## Charakterystyka
Stoliwo Skalniaka jest drugim co do wysokości masywem Gór Stołowych ma postać wyrównanej rozległej wierzchowiny piaskowcowego stoliwa o długości około 5 m i szerokości 1 km. Wierzchowina podcięta jest pionowymi ścianami, które częściowo stanowią pozostałość wyrobisk po eksploatacji piaskowca. Z wyrównanej powierzchni stoliwa na jego krawędziach wznoszą się wzniesienia: Błędne Skały, Ptak, Ptasia Góra, Skalniak będące resztkami pierwotnego wyższego piętra stoliwa. Kulminacja Skalniaka opada w kierunku północy wysokim urwiskiem Ptasiej Skały. Wierzchowina stoliwa prawie w całości porośnięta jest lasem świerkowo-sosnowymi z domieszką brzozy. Na wierzchowinie występują rzadkie rośliny chronione sosna błotna, wawrzynek wilczełyko, oraz rośliny torfowiskowe jak: modrzewnica zwyczajna, wełnianka pochwowata, żurawina błotna, bagno zwyczajne. Na skałach stoliwa występują liczne gatunki mchów, porostów i wątrobowców. Wyjątkowy charakter stoliwa podkreślają kilkudziesięciometrowe urwiska skalne, którymi opadają w kierunku otaczających je obniżeniom oraz liczne nagromadzenie na wierzchowinie fantastycznych form skalnych.

## Budowa
Stoliwo jest ostańcem pozostałym po najwyżej położonej płycie skalnej. Znajduje się w południowej części Gór Stołowych na wysokości regla górnego, a piętrowa budowa wynika z układu warstw skalnych i stanowi najwyższe piętro, wznoszące się o ok. 150–200 m. ponad piętro środkowe. Stoliwo osiąga wysokość regla górnego. Stoliwo Skalniaka tworzą płaskie, wydłużone górnokredowe piaskowce ciosowe o spoiwie krzemionkowym górnego turonu, najmłodszej i najsilniej zerodowanej piaskowcowej warstwy osadowej wyniesionej na wysokość ponad 850 m n.p.m.

## Inne
Na wierzchowinie położone są źródła potoków Czermnica i czes. Židovka oraz znikome pozostałości po torfowiskach: Długie Mokradło i Krągłe Mokradło, które niemal całkowicie zostały osuszone w wyniku prac melioracyjnych.